# Parzymiechy
Parzymiechy ist eine Ortschaft mit einem Schulzenamt der Landgemeinde Lipie im Powiat Kłobucki der Woiwodschaft Schlesien in Polen.

Überblick

## Geschichte
Der Ort in terra Rudensis (Weluner Land) wurde im Jahr 1266 erstmals urkundlich erwähnt, als er vom Bolesław VI. den Frommen an Ubisław, dem Sohn von Langnicz, verliehen und ins deutsche Recht übertragen wurde.
Politisch gehörte der Ort zur Kastellanei von Ruda, später im Herzogtum Wieluń, ab dem frühen 15. Jahrhundert in der Woiwodschaft Sieradz im Königreich Polen (ab 1569 in der Adelsrepublik Polen-Litauen). 1460 wurde die Pfarrei des Erzbistums Gnesen erstmals erwähnt. In der Zeit der Reformation war die Pfarrkirche in kalvinistischen Händen, nach anderen Quellen war sie im Besitz der Polnischen Brüder.
Nach der zweiten Teilung Polens von 1793 gehörte das Dorf bis 1807 zu Südpreußen. 1807 kam es ins Herzogtum Warschau und 1815 ins neu entstandene russisch beherrschte Kongresspolen. 
Nach dem Jahr 1865 gehörte es zur Familie Klitzing, danach zu Potocki.
Nach dem Ende des Ersten Weltkriegs kam Parzymiechy zu Polen, Woiwodschaft Kielce. Beim Überfall auf Polen 1939 wurde das Dorf pazifiert (zum Opfer fallen 70 Bewohner, darunter 20 Kinder). Das Gebiet wurde von den Deutschen besetzt und dem Landkreis Blachstädt im neuen „Ostoberschlesien“ zugeordnet.
Von 1975 bis 1998 gehörte Parzymiechy zur Woiwodschaft Częstochowa.